# Stole Dimitrievski
Stole Dimitrievski (Macedonisch: Столе Димитриевски) (Kumanovo, 25 december 1993) is een Noord-Macedonisch voetballer die als doelman speelt. Hij verruilde Rayo Vallecano in de zomer van 2024 voor Valencia. Dimitrievski debuteerde in 2015 in het Macedonisch voetbalelftal.

## Clubcarrière
Dimitrievski werd geboren in Kumanovo en speelde in de jeugd van de plaatselijke FK Kumanovo Eurosport. Hij maakte in 2010 zijn debuut in het betaald voetbal bij topclub FK Rabotnički uit hoofdstad Skopje. Op 19-jarige leeftijd vertrok Dimitrievski naar Spanje, om te gaan spelen bij Granada CF. Daar werd hij eerst verhuurd aan het B-elftal van Cádiz CF. Vervolgens maakte hij vooral vlieguren bij het B-elftal van Granada. In 2016 vertrok Dimitrievski bij Granada, na slechts een duel onder de lat bij de Andalusiërs, tegen Deportivo La Coruña. Hij transfereerde naar Gimnàstic de Tarragona. Daar kwam hij in twee seizoenen tot bijna vijftig competitieduels. In 2018 werd Dimitrievski verhuurd aan Rayo Vallecano. Hoewel hij met zijn team dat jaar uit de Primera División degradeerde, maakte hij een goede indruk en werd hij in januari 2019 definitief door de club vastgelegd. Hij tekende een contract tot juni 2024. Daarna vertrok hij transfervrij naar Valencia.

## Interlandcarrière
Dimitrievski speelde voor diverse Macedonische jeugdelftallen. Hij debuteerde op 12 november 2015 in het Macedonisch voetbalelftal in een vriendschappelijk duel tegen Montenegro. Hij moest een keer vissen na een tegentreffer van Stevan Jovetić twee minuten voor tijd, maar Macedonië had toen al vier keer gescoord (4–1). Dimitrievski stond op 12 november 2020 onder de lat toen (het inmiddels van naam veranderde) Noord-Macedonië zich ten koste van Georgië plaatste voor het Europees kampioenschap voetbal 2020. Hij werd ook in de selectie opgenomen voor dit EK en speelde alle drie de groepswedstrijden. De Macedoniërs konden na drie nederlagen echter huiswaarts keren. Dimitrievski incasseerde in drie wedstrijden acht treffers, maar stopte wel een penalty van de Oekraïner Roeslan Malinovski.
1 Doménech ·
2 Caufriez ·
3 Mosquera ·
4 Diakhaby ·
5 Barrenechea ·
6 Guillamón ·
7 Canós ·
8 Guerra ·
9 Duro ·
10 Almeida ·
11 Mir ·
12 Correia ·
13 Dimitrievski ·
14 Gayà  ·
15 Tárrega ·
16 López ·
17 Gómez ·
18 Pepelu ·
20 Foulquier ·
21 Vázquez ·
22 Rioja ·
23 Pérez ·
24 Gąsiorowski ·
25 Mamardasjvili ·
30 Valera ·
Coach: Baraja
1 Dimitrievski ·
2 Bejtulai ·
3 Zajkov ·
4 Ristevski ·
5 Ademi ·
6 Musliu ·
7 Tričkovski ·
8 Alioski ·
9 Trajkovski ·
10 Pandev  ·
11 Hasani ·
12 Jankov ·
13 S. Ristovski ·
14 D. Velkovski ·
15 Kostadinov ·
16 Nikolov ·
17 Bardhi ·
18 Stojanovski ·
19 K. Velkoski ·
20 Spirovski ·
21 Elmas ·
22 Šiškovski ·
23 Radeski ·
24 Avramovski ·
25 Čurlinov ·
26 M. Ristovski ·
Coach: Angelovski